# 永建級砲艦
| 永建級砲艦                      | 永建級砲艦 |
| ------------------------------- | --- |
| 「永建」改め「飛鳥 (日本海軍)」 | |
| 艦級概観                        | |
| 艦種                            | 砲艦 |
| 艦名                            | |
| 前級                            | 永翔級 |
| 次級                            | [[]] |
| 性能諸元                        | |
| 排水量                          | 常備：860トン 満載：-トン |
| 全長                            | 68.3m |
| 全幅                            | 9.85m |
| 吃水                            | 4.1m |
| 機関                            | 形式不明石炭専焼水管缶2基 +レシプロ機関2基2軸推進                                                                              |
| 最大 出力                       | 1,350hp |
| 最大 速力                       | 13.0ノット |
| 航続 距離                       | -ノット/-海里 |
| 燃料                            | 石炭 |
| 乗員                            | 140名 |
| 兵装                            | （アームストロング 10.2cm単装砲1基 アームストロング 7.62cm単装砲3基 アームストロング 4.7cm単装砲4基 3.7cm（40口径）単装砲1基） |

永建級砲艦（えいけんきゅうほうかん、中国語: 永建級炮艦）は、かつて中華民国海軍が保有した砲艦の艦級の一つ。1911年に発注がなされたが、辛亥革命により清朝が倒された為、中華民国に引き渡された。

## 同型艦
- 永建（Yongjian）
  - 1911年　上海江南製造局で起工
  - 1917年　進水
  - 1918年　竣工
  - 1937年8月25日　日本軍の空襲により沈没。その後日本軍が引き揚げる。
  - 1938年10月15日　特設水雷砲艦飛鳥として就役
  - 1940年　第13戦隊が編成され旗艦となる。
  - 1945年5月7日　空襲により沈没
- 永績（Yongji）
  - 1911年　上海江南製造局で起工
  - 1918年　竣工
  - 1938年10月11日　日本軍の空襲により大破。その後日本軍が鹵獲。
  - 1940年5月22日　和平建国軍（汪兆銘政権）海軍に引き渡され、練習艦海興として就役。
  - 1945年　終戦により国民党海軍に復帰
  - 1949年4月23日　共産党軍に投降。延安として人民解放軍海軍に編入。
  - 1970年　除籍